# شمشیرسوسمار
شمشیرسوسمار (نام علمی: Sabresuchus) نام یک سرده از رده خزندگان است.